# Валовка
Ва́ловка (рос. Валовка, ерз. Валовка) — селище у складі Зубово-Полянського району Мордовії, Росія. Входить до складу Мордовсько-Полянського сільського поселення.
Населення — 20 осіб (2010; 37 у 2002).
Національний склад станом на 2002 рік:
- мордва — 100 %